# Municipio de Colipa
El municipio de Colipa es uno de los 212 municipios del Estado de Veracruz, México. Está ubicado en el centro-norte del estado. Su cabecera es la localidad de Colipa.

## Datos básicos
El Municipio de Colipa se localiza en la Zona Centro Montañosa del Estado de Veracruz. La cabecera municipal del mismo nombre cuenta, en su término municipal, con 58 localidades que se extienden en 143,9 km² . Representa el 0,2% del total del territorio del estado de Veracruz. También está localizado en la zona centro montañosa de Veracruz, no se sabe la fecha exacta de su fundación pero se cree que se fundó en el año de 1540 ya que se fundó antes que el municipio de yecuatla según dice el documento del virrey don Luis de Velazco virrey de la nueva España y 
... “yo” don Luis de Velazco virrey de la nueva España a voz de don Melchor Cortez natural y cacique del pueblo de tepetlazon, es mando que luego en vista de esta, luego y sin dilación que váyase al pueblo de yecuatlan, y llegando a él llaméis al padre fray Alonso de Santiago, en su presencia haréis parecer ante vos a don Juan tecuanteutli gobernador del pueblo de santa María misantla y a los más vecinos y cercanos pueblos que hubiera a ese yecuatlan, y los meteréis a los caminos y los apaciguareis y juntos veréis e inquiriréis las tierras y porque son las rencillas y pleitos y parcelas de manera que quedan conformes y unánimes, el 20 de mayo el pueblo donde Yecuatla estuvieron presentes el gobernador de misantla, gobernador de san Francisco Colipa y el de san padre chiconquiaco así como el del pueblo de zihuaquetlan y se le requiere para el día 6 de junio se háyase todos los presentes para que se dieran los términos del pueblo de yecuatlan que solicitaban Juan Xitlapopocatzin, y su gobernador.

## Reseña histórica
Fue un pueblo Totonaca prehispánico. La jurisdicción del municipio de Colipa, comprendía los municipios de Vega de Alatorre y Juchique de Ferrer, hasta 1868, cuando se crean estos municipios. Las tierras que forman el municipio, fueron compradas por los indígenas a los herederos de Juan López Meilán, en 1767.  

## Escudo
Al centro del escudo se puede observar el "Cerrito del Amor", lugar turístico con su sinuoso camino que justifica la etimología anterior. En la parte superior se encuentra una cabeza de ganado, símbolo de que la ganadería ha sido una de las principales actividades económicas del municipio. Al lado derecho vemos una "milpa", representando la agricultura.
El maíz ha sido uno de los cultivos básicos de la región. En la parte izquierda se encuentra una mestiza portando un "comal", como prueba de una de las artesanías más antiguas del municipio, que es la elaboración de objetos de barro. En la parte inferior del escudo, se observan unas ramas de café, cultivo de significativos ingresos económicos para los cafeticultores de la región. 

## Cronología histórica
| Año  | Acontecimiento                                                                                             |
| ---- | --- |
| 1929 | Separación de los ejidos                                                                                   |
| 1944 | Construcción del Palacio Municipal                                                                         |
| 1945 | Llegó al pueblo, el primer profesor Jerónimo Rivera                                                        |
| 1947 | La iglesia de Colipa se constituye en parroquia "San Francisco de Asís" conforme al canon 454 par 3        |
| 1947 | Queda inscrita la Asociación Ganadera Local bajo el N.º 171876 en la Secretaría de Agricultura y Ganadería |
| 1949 | Empezó a funcionar el reloj de Palacio Municipal                                                           |
| 1956 | Se inició el servicio de avionetas                                                                         |
| 1958 | Se iniciaron las gestiones para la electrificación del pueblo y se firmó el contrato de la misma           |

## Agricultura
El municipio cuenta con una superficie total de 13,780.335 hectáreas, de las que se siembran 1,972.036 en las 775 unidades de producción. Los principales productos agrícolas y la superficie correspondiente en hectáreas que se cosecha son maíz con 975.00 
50.00 de frijol y 50.00 de chile. Existen 216 unidades de producción rural con actividad forestal, de las que 64 se dedican a productos maderables.

## Ganadería
Tiene 8.449 ha dedicadas a la ganadería, en donde se ubican 504 unidades de producción rural con actividad de cría y exportación de animales. Cuenta con 10,911 cabezas de ganado bovino de doble propósito, además de la cría de ganado porcino y equino. Las granjas apícolas tienen cierta importancia.

## Comercio
El municipio cuenta con un mercado, tiendas de abarrotes, un tianguis, lecherías y tortillerías. También cuenta con zapaterías, tiendas de ropa, papelerías, comercios pequeños, ferreterías y casas de materiales de construcción.

### Coordenadas
- Latitud: 19° 52'  y 20° 00" Norte
- Longitud: 96° 38'  y 96° 48´Long Oeste
- Altitud: Entre 10 y 600  metros sobre el nivel del mar

## Límites
Limita con los siguientes municipios:
- Norte: Misantla y Vega de Alatorre
- Sur: Juchique de Ferrer y Yecuatla
- Este: Vega de Alatorre y Juchique de Ferrer

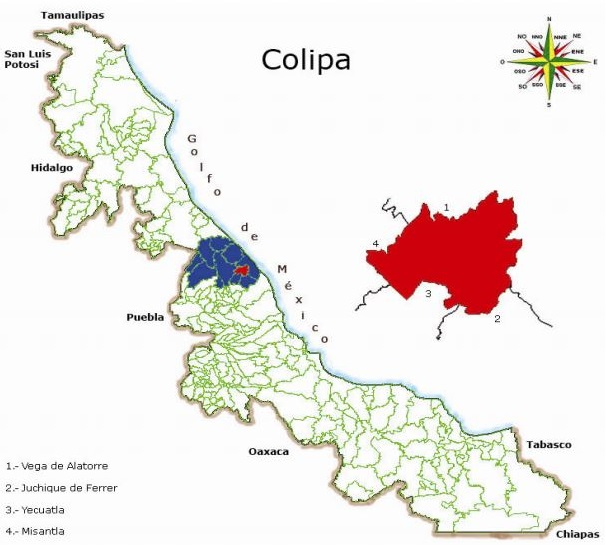
Límites del Municipio

- Oeste: Yecuatla y Misantla

## Clima
Su clima es cálido-regular, temperatura media anual de 22,4 °C, con lluvias abundantes en el verano y a principios del otoño, con menor intensidad en el invierno. Su precipitación media anual es de 1.671,1 mm.

## Economía Local
Los principales ingresos del municipio provienen de la ganadería y la agricultura, sin embargo, debido al poco desarrollo económico del municipio, la mayoría de los habitantes han emigrado a los Estados Unidos con lo que la población prácticamente se reduce a mujeres, niños y adultos mayores.

## Población
Se estima que en 1996 tenía una población de 6,543 habitantes. De acuerdo a los resultados preliminares del censo 2000, la población en el municipio es de 6,174 habitantes, 3,046 hombres y 3,128 mujeres. De acuerdo a los resultados que presenta el II Conteo de Población y Vivienda del 2005, el municipio cuentan con un total de 5,813 habitantes. Su población actual es de aproximadamente 5.000 habitantes, distribuidos por localidades así:
- Colipa, cabecera municipal de 2,724 habitantes.
- Teodoro A. Dehesa (La Colonia), 450 habitantes.
- Cerro del Aguacate, 314 habitantes.
- Cerro del Tigre, 286 habitantes.
- La Piedrilla, 283 habitantes.

## Gobierno
Principales Comisiones del Ayuntamiento 
| Responsable   | Comisión |
| ------------- | --- |
| Síndico Único | Educación, recreación, cultura, Actos cívicos y fomento deportivo. Policía y prevención social. Asentamientos humanos, fraccionamientos, Licencias y regularización de tenencia de la tierra. Agua potable y alcantarillado |
| Regidor Único | Salud y asistencia pública. Ornato, parques, jardines y alumbrado. |

- Autoridades Auxiliares

Los Ayuntamientos, para eficientizar su administración y servicios en los distintos puntos del territorio municipal, se apoyan de las autoridades auxiliares, entre las que contamos a los delegados, subdelegados, jefes de sector, jefes de manzana e inclusive los agentes municipales.
Los dos primeros cargos son propuestos en reunión de Cabildo, los jefes de sector y de manzana son electos conforme a sus respectivos reglamentos; y los agentes municipales, de acuerdo con el artículo 60 de la Ley Orgánica del Municipio Libre son electos mediante procedimientos preparados por los ayuntamientos, sancionados por la Legislatura del Estado.
Los procedimientos son: auscultación, que consiste en consultar y escuchar al pueblo; plebiscito que es la votación directa del pueblo y el voto secreto que se refiere al voto que el ciudadano emite por el candidato de su preferencia. 
El municipio en sus diferentes congregaciones ha utilizado los siguientes procesos: 
| Congregación              | Tipo de elección |
| ------------------------- | ---------------- |
| La Pahua                  | Plebiscito       |
| Colonia Teodoro A. Dehesa | Plebiscito       |
| La Concordia              | Plebiscito       |
| Cerro del Aguacate        | Plebiscito       |
| El Ocotillo               | Plebiscito       |
| Cerro del Tigre           | Plebiscito       |
| El Catalán                | Plebiscito       |

- Regionalización Política

El municipio corresponde al VIII Distrito Electoral Federal (cabecera: Misantla) y al IX Distrito Electoral Local (cabecera: Misantla).
- Reglamentación Municipal

Reglamentación de Policía y Buen Gobierno.
- Cronología de los Presidentes Municipales

| Presidente                  | Período   | Partido |
| --------------------------- | --------- | ------- |
| Isaías Díaz Zamora          | 1958-1961 |         |
| Felipe Garrido Montero      | 1961-1964 |         |
| Manuel Viveros García       | 1964-1967 |         |
| Gregorio Escaño T.          | 1967-1970 |         |
| Antonio Viveros García      | 1970-1973 |         |
| Delfino Garrido Tirado      | 1973-1976 |         |
| Luis Hernández Rivera       | 1976-1979 |         |
| Justo Huesca González       | 1979-1982 |         |
| Manuel Viveros García       | 1982-1985 |         |
| Teresa Cervantes Dorantes   | 1985-1988 |         |
| Héctor del Juncal Flores    | 1988-1991 | PRI     |
| Manuel Viveros García       | 1992-1994 | PRI     |
| Ángel Aguirre Gil           | 1995-1997 | PRI     |
| Francisco Mota Uribe        | 1998-2000 | PRI     |
| Ramón Silva Barradas        | 2001-2004 | COAL    |
| Fernando Hernández Masegosa | 2005-2007 | PAN     |
| Gina Dely Masegosa López    | 2008-2010 | COLIPA  |
| Jorge Garrido Zacarias      | 2011-2013 | COAL.   |
| Victor Molina Dorantes      | 2014-2017 | PRD     |
| Teresa Molina Dorantes      | 2018-2021 | PRD     |

## Religión
Tiene una población total mayor de 5 años de 4,917 que se encuentra dividida entre las siguientes religiones:
- Católica: 4,204
- Protestantes: 295
- Cristianos: 356
- Luz del Mundo: 42
- Ninguna: 359

## Atractivos culturales y turísticos
- Monumentos Históricos:

Entre estos encontramos la parroquia de San Francisco de Asís, el palacio municipal, la escuela Justo Sierra, las tumbas precoloniales y las cuevas localizadas en la comunidad denominada La Pahua.
- Centros Turísticos:

El Río Colipa, proporciona placer a la actividad de natación.
El Cerrito, lugar recreativo desde donde se obtiene una vista panorámica de toda la cabecera municipal.
El Arenal, lugar propio para excursiones.
Balneario, lugar de concentración turística por contar con servicio de hospedaje.
Bosques, lugares destinados para días de campo en familia.

## Fiestas, danzas y tradiciones
Del 2 al 6 de octubre se festeja la fiesta religiosa en honor a San Francisco de Asís.
Del 1 al 2 de noviembre se festeja a Todos los Santos y Fieles Difuntos; se coloca un altar en el lugar principal de la casa, orientando hacia donde sale el sol, se le ofrece comida a los difuntos. Así también como en Navidad se festejan las posadas.

## Música
La caracteriza el corrido de Colipa, composición musical realizada por Santiago Cancela García.

## Artesanías
Elaboración de comales de barro, mangas de hule y bordado de cinturones de piel.

## Gastronomía
Sus platillos más representativos son: mole, tamales, barbacoa, pipían y acamayas en chiltepín.

## Deporte
El fomento deportivo para su práctica y desarrollo cuenta con una cancha de usos múltiples. Tiene un parque deportivo. Esos servicios son proporcionados por el Instituto Veracruzano del Deporte.

## Personajes ilustres
| Romero Rivadeneira     | Realizó el primer trazo y planificación del pueblo de Colipa |
| Balbino Rivera Moguel  | Pionero del servicio de transporte y expositor de medicina naturista |
| José León              | Propulsor del transporte aéreo |
| Oseas Lara             | Pionero de la electrificación del pueblo, en colaboración del C Presidente del Honorable Consejo Municipal Constitucional, Don Eladio Flores Rosas                                             |
| Manuel Mota            | Introdujo el primer molino para la maquila de nixtamal y que posteriormente lo adquirió el Sr Oseas Lara Nochebuena                                                                            |
| Eligió Flores Rosas    | Siendo Presidente Municipal Constitucional inicia la construcción del palacio municipal que actualmente está en servicio                                                                       |
| Felipe Garrido Montero | Siendo Presidente Municipal construyó las primeras 6 aulas de la escuela primaria estatal Justo Sierra                                                                                         |
| Avelino S. Dorantes    | Conocido como "El eterno Juez", del juzgado mixto municipal de este pueblo, además fue creador de las danzas autóctonas de los "Tocotines" y "Pilatos", junto a los Sr Martín y Cirilo Avelino |
| Pedro Rivera           | Inicia la remodelación del parque |
| Alejandro Ayala        | Concluye la remodelación del parque, construye el kiosco y el pedestal del Asta Bandera |
| José Ruiz Aguilar      | Primer párroco de Colipa |
| Evangelina López Mora  | Primer administrador de correos |

## Medios de comunicación
El municipio cuenta con 2 estaciones de FM y 5 de AM. Tiene servicio telefónico por marcación automática en la cabecera, así como con telefonía rural; además de 4 oficinas postales y una de telégrafos.

## Vías de comunicación
El municipio cuenta con infraestructura de vías de comunicación conformada por 38.30 km de Carretera, así mismo, tiene servicio de transporte de pasajeros.